# 염창중학교
염창중학교(鹽倉中學校)는 대한민국 서울특별시 강서구 염창동에 있는 공립 중학교이다.

## 학교 연혁
- 1984년 1월 16일 : 초대 김형인 교장 취임
- 1984년 5월 17일 : 개교식
- 2022년 3월 1일 : 제13대 권혜순 교장 취임
- 2023년 2월 10일 : 제37회 졸업식(290명, 총 17,516명 졸업)
- 2023년 3월 2일 : 제40회 입학식(11개 학급 276명 입학)

## 참고 자료
- 염창중학교 - 한국교육학술정보원 학교알리미